# Latronister breyeri
Latronister breyeri är en skalbaggsart som först beskrevs av Bruch 1931.  Latronister breyeri ingår i släktet Latronister och familjen stumpbaggar. Inga underarter finns listade i Catalogue of Life.